# トゥグルク・ティムール
トゥグルク・ティムール（? - 1363年）は、チャガタイ・ハン国分裂後に成立したモグーリスタン・ハン国（東チャガタイ・ハン国）のハン（在位：1347年/48年 - 1363年）。14世紀半ばに東西に分裂したチャガタイ・ハン国を一時的に再統一したハンとして知られる。

## 生涯
チャガタイ・ハン国の12代目のハン・ドゥアの子であるエミル・ホージャの落胤と考えられている。天山山脈を拠点とするモグーリスタン・ハン国内の有力氏族であるドゥグラト部のブラジ（プラジ）によってハンに擁立される。
マー・ワラー・アンナフル地方を支配する西チャガタイ・ハン国は1359年に有力者アブドゥッラーフが暗殺されて以降、各地に部族の長が割拠する分裂状態に陥っていた。1360年にタシケントより西チャガタイ・ハン国が支配する西トルキスタンに軍を派遣し、バルラス部の指導者ハージー、スルドゥス部の指導者バヤンら、西チャガタイ・ハン国の有力エミール（貴族）に勝利を収めた。トゥグルク・ティムールに降伏した貴族の中にはハージーの甥ティムールもおり、トゥグルク・ティムールはティムールにキシュ（現在のシャフリサブス）を領地として与えた。
モグーリスタン軍が本国に帰還した後にハージーが反旗を掲げると、1361年3月から4月の間にトゥグルク・ティムール自身が西トルキスタンに進攻する。トゥグルク・ティムールはアム川を越えてヒンドゥークシュに至り、スルドゥス部のバヤン、ヤサウリー部のヒズルら敵対者を捕らえ処刑した。西トルキスタンのエミールはトゥグルク・ティムールに降り、ハージーが暗殺された後にバルラス部の指導者となったティムールも彼の主権を認めた。トゥグルク・ティムールは1362年に子のイリヤース・ホージャを西トルキスタンの統治者に任命してモグーリスタンに帰国し、一時的に東西チャガタイ・ハン国の再統一がなされた。イリヤース・ホージャの補佐役に任じていたティムール、アブドゥッラーフの甥フサインらモグーリスタンの支配を拒むアミールたちはトゥグルク・ティムールに対して反乱を起こした。
1362年にモグーリスタン軍はティムールを撃破するが、敗戦の後に勢力を盛り返したティムールによって1363年に西トルキスタンはトゥグルク・ティムールの支配を離れ、同年に彼自身も没した。
彼の遺体はアルマリクに葬られ、彼を祀った霊廟が霍城県（コルガス市）に現存する。

## イスラームへの改宗
トゥグルク・ティムールは東チャガタイ・ハン国のハンで最初にイスラームに改宗した人物である。伝承によれば、スーフィーのジャマール・アル＝ディーンと即位後にイスラームに改宗することを約束し、即位後に約束通りジャマール・アル＝ディーンの子であるアルシャド・アル＝ディーンの導きによって改宗し、配下のモンゴル人にも改宗を勧めた。この時にアルシャド・アル＝ディーンが奇蹟を示したことでモンゴル人は畏敬の念を抱き、トゥグルク・ティムールと共に160,000人のモンゴル人も改宗したという。
しかし、トゥグルク・ティムールの改宗後ただちに、モグーリスタンがイスラム国家化した訳ではなかった。東トルキスタンの仏教徒社会に急激な変化は起きず、仏教寺院は免税特権を与えられていた。宮廷内も西チャガタイ・ハン国ほどのトルコ化は進んでおらず、モンゴル語が公用語の地位を保っていた。